# Colisée Desjardins
Das Colisée Desjardins ist eine Mehrzweckhalle in der kanadischen Stadt Victoriaville, Provinz Québec.

## Geschichte
Die Halle wurde 1980 unter dem Namen Colisée des Bois-Francs eröffnet und bietet maximal 3.420 Personen Platz. Die Tigres de Victoriaville, eine Juniorenmannschaft aus der Ligue de hockey junior majeur du Québec (QMJHL), trägt dort ihre Heimspiele aus. Die Arena ist auch als Amphithéatre Gilbert-Perrault bekannt. Die Namensrechte an der Halle sicherte sich 2006 die Genossenschaftsbank Caisses Desjardins.